# Troglohyphantes inermis
Troglohyphantes inermis är en spindelart som beskrevs av Christa L. Deeleman-Reinhold 1978. Troglohyphantes inermis ingår i släktet Troglohyphantes och familjen täckvävarspindlar.
Artens utbredningsområde är Makedonien. Inga underarter finns listade i Catalogue of Life.